# Gnamptogenys mediatrix
Gnamptogenys mediatrix är en myrart som beskrevs av Brown 1958. Gnamptogenys mediatrix ingår i släktet Gnamptogenys och familjen myror. Inga underarter finns listade i Catalogue of Life.